# 伊藤祐茲
伊藤 次郎左衞門祐茲（いとう じろうざえもんすけしげ、1902年（明治35年）7月5日 - 1984年（昭和59年）12月29日）は、日本の経営者。松坂屋創業家16代目当主。

## 来歴・人物
伊藤家15代伊藤次郎左衛門祐民の長男として愛知県名古屋市に生まれる。伊藤鈴三郎は弟。
1928年に慶應義塾大学文学部を卒業。
1947年3月に松坂屋社長に就任し、1967年10月に会長となる。長男の洋太郎はまだ35歳と若く、会社を任せるには時期尚早だったので、副社長の鈴三郎を社長に登用した。
1980年、16代目は任期半ばの鈴三郎に辞任を迫り、洋太郎を社長の座に据える。
ほかに名古屋商工会議所会頭、近畿日本鉄道・名古屋放送・全日本空輸・東邦瓦斯各取締役なども歴任した。
1984年12月29日、心不全で死去。82歳没。